# تواصل كلي
التواصل الكلي(TC) هو منهج خاص بـتعليم الصم يهدف إلى تطوير استخدام عدد من أشكال التواصل مثل لغة الإشارة والتفاهم بالفم ووسائل مساعدة مسموعة ومكتوبة ومرئية، وذلك اعتمادًا على الاحتياجات والقدرات الخاصة لدى الطفل.

## معلومات تاريخية
تمت صياغة مصطلح التواصل الكلي في الأصل على يد ديفيد دينتون في مدرسة ميريلاند للصم في العام 1967، على الرغم من أن مصطلح «التواصل الكلي» تم استخدامه لأول مرة بواسطة روي هولكومب في كاليفورنيا وتبنته مدرسة ميريلاند كمصطلح رسمي لفلسفتها التعليمية. وكان من المفترض أن يُشكل التواصل الكلي أرضية مشتركة للخلافات القديمة ما بين التفاهم بالفم ولغة الإشارة، وكبديل لـالتواصل الفوري. ولكن في التطبيق العملي، تستخدم معظم برامج التواصل الكلي بعض أشكال التواصل الفوري.
تم وضع برامج تعليمية للتواصل الكلي في المملكة المتحدة وفرنسا والولايات المتحدة الأمريكية والصين وماليزيا وسنغافورة وأستراليا والدول الإسكندنافية وهولندا وألمانيا ودول أخرى. في الولايات المتحدة، كان التواصل الكلي أكثر شيوعًا خلال عقدي السبعينيات والثمانينيات، عندما كانت تدعم معظم المدارس والبرامج الخاصة بالأطفال الصم وكذلك معظم كبرى المنظمات المختصة في هذا المجال، فلسفة التواصل الكلي. . واليوم يبدو أن السجال سيكون ما بين برامج التواصل الكلي والتعليم ثنائي اللغة والثقافة.

## وصلات خارجية
- Total Communication - The ERIC Clearinghouse on Disabilities and Gifted Education, USA.
- Interview with David Denton, creator of TC